# Sarreguemines
Sarreguemines település Franciaországban, Moselle megyében. Lakosainak száma 20 324 fő (2022. január 1.). Sarreguemines Rilchingen-Hanweiler, Blies-Ébersing, Blies-Guersviller, Frauenberg, Grosbliederstroff, Hambach, Ippling, Neufgrange, Rémelfing, Rouhling, Sarreinsming és Woustviller községekkel határos.

## Népesség
A település népessége az elmúlt években az alábbi módon változott:
| Lakosok száma | 24 284 | 24 763 | 23 117 | 21 733 | 21 572 | 21 236 | 20 783 | 20 635 | 20 555 | 20 324 |
|               | 1968   | 1982   | 1990   | 2006   | 2013   | 2015   | 2017   | 2019   | 2020   | 2022   |